# Lethrus
Lethrus är ett släkte av skalbaggar som beskrevs av Giovanni Antonio Scopoli 1777. Lethrus ingår i familjen tordyvlar.

## Bildgalleri

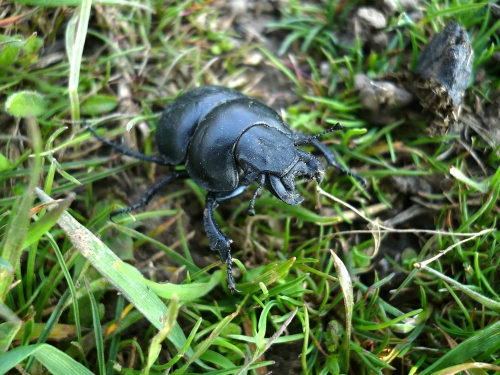
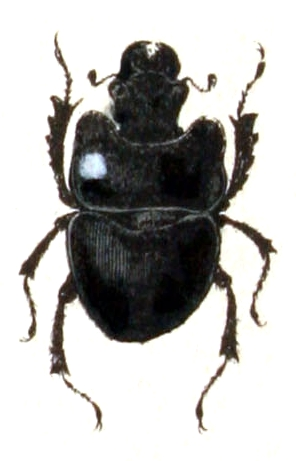

## Dottertaxa tillLethrus, i alfabetisk ordning[1][2]
- Lethrus acutangulus
- Lethrus aequidentatus
- Lethrus aktavicus
- Lethrus andrejewae
- Lethrus anisodon
- Lethrus antovae
- Lethrus appendiculatus
- Lethrus apterus
- Lethrus aralicus
- Lethrus arcanus
- Lethrus ares
- Lethrus arnoldii
- Lethrus auriculatus
- Lethrus bactrianus
- Lethrus baglanicus
- Lethrus bajsuntavicus
- Lethrus banghaasi
- Lethrus bispinus
- Lethrus bituberculatus
- Lethrus borealis
- Lethrus brachiicollis
- Lethrus bulbocerus
- Lethrus carinatus
- Lethrus cephalotes
- Lethrus chistjakovae
- Lethrus chorassanicus
- Lethrus cicatricosus
- Lethrus ciskungesicus
- Lethrus costatus
- Lethrus crassus
- Lethrus crenulatus
- Lethrus crypticus
- Lethrus dostojevskii
- Lethrus elephas
- Lethrus elisae
- Lethrus fallax
- Lethrus fedtschenkoi
- Lethrus frantsevichi
- Lethrus frater
- Lethrus furcatus
- Lethrus geminatus
- Lethrus gissaricus
- Lethrus glaber
- Lethrus gladiator
- Lethrus inermis
- Lethrus kabaki
- Lethrus karatavicus
- Lethrus karateghinicus
- Lethrus karelini
- Lethrus kattaghanicus
- Lethrus kentauensis
- Lethrus kiritschenkoi
- Lethrus korzhinskii
- Lethrus kozhantschikovi
- Lethrus kryzhanovskii
- Lethrus kuldzhensis
- Lethrus lamellifer
- Lethrus lebedevi
- Lethrus legezini
- Lethrus longimanus
- Lethrus lopatini
- Lethrus macrognathus
- Lethrus majusculus
- Lethrus marakandicus
- Lethrus mediocris
- Lethrus medvedevi
- Lethrus michailovi
- Lethrus microbuccis
- Lethrus mikitovae
- Lethrus mithras
- Lethrus mucronatus
- Lethrus mugodzharicus
- Lethrus nasreddinovi
- Lethrus nikolajevi
- Lethrus nuratavicus
- Lethrus obliquus
- Lethrus obtritus
- Lethrus politus
- Lethrus potanini
- Lethrus pygmaeus
- Lethrus raymondi
- Lethrus rosmarus
- Lethrus rotundicollis
- Lethrus saryhissoricus
- Lethrus schaumi
- Lethrus scoparius
- Lethrus serpentifer
- Lethrus serridens
- Lethrus shakhristanicus
- Lethrus sieversi
- Lethrus sogdianus
- Lethrus sohrab
- Lethrus spinimanus
- Lethrus splendidus
- Lethrus staudingeri
- Lethrus submandibularis
- Lethrus substriatus
- Lethrus sulcatus
- Lethrus sulcipennis
- Lethrus superbus
- Lethrus tadzhikorum
- Lethrus tekesicus
- Lethrus tekkensis
- Lethrus tenuepunctus
- Lethrus tenuestriatus
- Lethrus tenuidens
- Lethrus tschatkalensis
- Lethrus tschitsherini
- Lethrus tuberculifrons
- Lethrus turkestanicus
- Lethrus uncidens
- Lethrus vachshianus
- Lethrus valentinae
- Lethrus zeravshanicus